# ایستگاه راه‌آهن بم
ایستگاه راه‌آهن بم یک ایستگاه راه‌آهن در شهر بم، ایران است.
این ایستگاه تاریخ ۲ دی ۱۳۸۳ همزمان با راه‌اندازی خط راه‌آهن کرمان-بم توسط سید محمد خاتمی رئیس‌جمهور ایران افتتاح شد. همچنین در تاریخ ۱۸ خرداد ۱۳۸۸ خط راه‌آهن از این ایستگاه به شهر زاهدان ادامه پیدا کرده و به بهره‌برداری رسیده‌است.